# 江本悠滋
江本 悠滋（えもと ゆうじ、1976年12月24日 - ）は、愛知県名古屋市出身の山岳ガイド
幼少期から名古屋市でスキー店を営む両親の影響によりスキーを始める。
名古屋学院中学（現-名古屋中学）スキー部に所属し全国大会に２度出場。高校は名古屋学院高校（現-名古屋高校）へ進学するが１年の夏にフランスへ留学することを決意し単身でフランスへスキー留学をする。
フランス・オーツサヴォワにあるLe Grand Bornad スキークラブに所属しスキー選手育成高校へ通う。
FISレース、フランスナショナルカップをメインに出場。
膝の怪我が原因によりアルペンスキー選手を断念、フランス国立スキー登山学校（ENSA）へ入学しフランス国家スキー指導員資格を取得。同時期はEcole de ski francais MANIGODに所属。
ホームステイ先で友人などの影響を受けた江本は登山を始める。
初めて登山がヨーロッパ最高峰のモンブランとなりその時の高山病などで苦しんだ話を耳にする。
冬はスキー、夏は登山（クライミング）と言うスタイルに定着し山岳ガイド資格を取得する事を決意。３年間かけて入学試験を受ける資格を取る為の登山リストを完結し、入学試験を受け日本人として初めてENSAの山岳ガイド育成カリキュラムに入学。４年後に資格を取得し卒業。当時フランスでも最年少でこの資格（国際山岳ガイド、フランス国家資格スキー指導員）を取得。
シャモニーガイド組合とESFシャモニーに所属。
フランスの大手アウトドアメーカーのサロモンに入社。日本のマーケットのスキー部門のマーケティング行う。
退社後は山岳ガイドとしてフランスと日本で山岳ガイド活動をする。
ガイド業以外のところでは地元名古屋にボルダリングジムを2010年に開業。2018年には冬の拠点としている長野県白馬村の八方にゲストハウスズットンをオープン。
2002年にはARC'TERYXとアドバイザリー契約を結ぶ、その後ウェアーメーカーとはアディダスとアドバイザリー契約を結び現在はTHE NORTH FACE　（株ゴールドウィン）と契約。
高い技術力（フリークライミング最高グレード:8b+ .アイスクライミング:G6-M12.アルペンスキー：FIS/55pointsなど)が持ち前でフランスのアルピニズムらしい幅広い活動を見せるガイドとして知られる。
2013年からはパラグライダーをはじめ、空の世界へと幅を広げ2023年のRedbull X-Alpsには日本代表として選出されている。

## 登攀歴[リンク切れ]
1994年：モンブラン一般ルート（初めての登山）
グランドジョラス・ドワット・コルト・アルゼンチエール・シャルドネ・ドロン・ロッシュフォー・グランドシャルモ・ペンヌ・モンブラン・ミディ・ベルニナ・アイガー・マッターホルン・ドーム・など数多くのヨーロッパアルプスのバリエーションルートを個人でもガイドとしても登る

## 出演[リンク切れ]
2003：NHK スペシャル　【極北の大岩壁〜北極圏・1200mの壁に挑む】
　　　：NHK 冬山へGO
2012：NHK首都圏スペシャル夏山へGO!
　　   :NHK中部　金とく